# Уилкс, Сара
Са́ра Уи́лкс (англ. Sarah Wilkes; род. 4 августа 1990, Торонто) — канадская кёрлингистка.
В составе женской сборной Канады участник чемпионатов мира (чемпионы в 2024, 2025), Панконтинентальных чемпионатов (чемпионы в 2024), зимней Универсиады 2013. Трёхкратная чемпион Канады среди женщин (2019, 2024, 2025). В составе смешанной сборной Канады участник чемпионата мира 2016.

## Достижения
- Чемпионат мира по кёрлингу среди женщин: золото (2024, 2025).
- Панконтинентальный чемпионат по кёрлингу: золото (2024).
- Чемпионат Канады по кёрлингу среди женщин: золото (2019, 2024, 2025), серебро (2015, 2021).
- Кубок Канады по кёрлингу: бронза (2019)
- Чемпионат Канады по кёрлингу среди смешанных команд: золото (2016).
- Команда «всех звёзд» (англ. All-Star Team) чемпионата Канады среди женщин: 2017, 2022[2].

## Карьера

### Юниорская карьера
В юниорах Сара Уилкс выступала на позиции третьего в 2011 году на Чемпионате Онтарио среди юниоров со скипом Клэнси Гранди. Команда представляла Онтарио на чемпионате Канады по кёрлингу среди юниоров 2011 года, где они финишировали на 9 месте с 5 победами и 7 поражениями.
В Университете, Сара Уилкс играл на позиции третьего за женскую команду по кёрлингу Университета Уилфрида Лорье. Она участвовала в Чемпионате среди университетов 2010 года в команде скипа Даниэль Инглис, проиграв в полуфинале. Затем за университет со скипом Лора Крокер выиграла Чемпионаты университетов 2011 и 2012. Эта команда представляла Канаду на зимней Универсиаде 2013 года, но финишировала вне призов на 6 месте с 4 победами и 5 поражениями.

### В женской команде Альберты
После окончания университета Уилкс и Крокер переехали в Альберту. Они играли в Чемпионате Альберты 2013 года, проиграв в полуфинале.
В следующем сезоне Уилкс присоединилась к команде скипа Кристи Мур.
В 2015 году Сара Уилкс была приглашена присоединиться к команде Альберты скипа Валери Свитинг на Чемпионате Канады 2015. Они проиграли в финале команде Манитобы скипа Дженнифер Джонс со счетом 5-6.
Сара Уилкс присоединилась к команде скипа Шэннон Клейбринк в 2015 году на позицию второго. В своем первом сезоне команда выиграла Medicine Hat Charity Classic и играла в Чемпионате Альберты 2016 года, где они не попали в плей-офф, проиграв в финале квалификации. В следующем сезоне они выиграли Чемпионат Альберты 2017 года, получив право представлять Альберту на Чемпионате Канады 2017 года. В апреле выступала на коммерческом турнире Большого шлема Кубок чемпионов по кёрлингу 2017 за команду Рэйчел Хоман на позиции второй вместо Джоанн Кортни, которая в это время участвовала в Чемпионате мира среди смешанных пар 2017 года. Сара в составе команды Рэйчел Хоман победила в этом турнире.
В 2018 году Сара продолжала выступать в составе команды Шэннон Клейбринк. Они проиграли в финале Чемпионата Альберты 2018 года и не попали на Чемпионате Канады 2018 года.
После окончания сезона Сара присоединилась к команде Челси Кэри на позицию третьего (также в команде были Дана Фергюсон и Рашель Браун). Сара играла вне Гленкоу клуба из Калгари. 
К Чемпионату Альберты 2019 года команда Кэри подошла в качестве лидеров в Системе Рейтинга Канадских Команд (CTRS ranking). Они победили в финале 8-3 команду скипа Келси Рок. Представляя Альберту на Чемпионате Канады 2019 года, они выиграли все матчи группового этапа, а затем с первого места в Медальном групповом этапе вышли в плей-офф. Альберта победила команду Саскачевана скипа Робин Силвернэйгл в игре 1 против 2 со счётом 11-7 и вышли в финал на команду Онтарио скипа Рейчел Хоман. Команда Кэри вошла в историю, когда они в финале, проигрывая 1:5, в итоге победили со счетом 8:6 с общим количеством пяти украденных камней.
На Чемпионате мира по кёрлингу среди женщин 2019 года команда Кэри боролась изо всех сил, но стала первой женской сборной Канады, не попавшей в плей-офф чемпионата за последние двадцать лет.
Сезон 2019-20 команда Кэри начала не очень хорошо. Они провели сильную неделю на Кубке Канады, проиграв в полуфинале команде Трэйси Флёри 9:4. 
На Чемпионате Канады 2020 года команда Кэри установила антирекорд для команды Канады, не попав в плей-офф и остановившись на седьмом месте. Это было последнее событие команды в сезоне, так как остальные турниры были отменены из-за Пандемии COVID-19.
13 марта 2020 Сара Уилкс объявила, что она собирается расстаться с командой. 
|              | Thank you to Chelsea, Dana and Rachel for the amazing time we’ve spent together and the memories created. It was an honour taking to the ice with you every time. This is not an easy decision to step away from the team. I wish Team Carey all the best and good luck moving forward. |  | Спасибо Челси, Дане и Рейчел за то удивительное время, которое мы провели вместе, и за созданные воспоминания. Для меня было честью каждый раз выходить на лед вместе с вами. Это не простое решение - уйти из команды. Я желаю команде Кэри всего наилучшего и удачи в движении вперед |  |
| сказала Сара | |  | |  |

Но три дня спустя Дана Фергюсон и Рашель Браун объявили об уходе. Команда Кэри была официально расформирована.

### В женской команде Онтарио
17 марта 2020 года команда Рейчел Хоман объявила, что Сара Уилкс присоединится к команде после ухода Лизы Уигл. Сара Уилкс будет играть на позиции второго, а Джоанн Кортни — первого.
Несмотря на то, что Сара живёт и работает в Эдмонтоне провинции Альберта, она может выступать за команду Онтарио, так как родилась в Торонто провинции Онтарио.
|                                   | She is a terrific curler and we’re thrilled to have someone with her pedigree and drive join our team at second stones. Please help us welcome Sarah Wilkes back to the strong Ontario curling family! |  | Она потрясающая кёрлингистка, и мы очень рады, что кто-то с ее происхождением и драйвом присоединился к нашей команде в качестве второго. Пожалуйста, помогите нам приветствовать Сару Уилкс, вернувшуюся в сильную семью кёрлинга Онтарио! |  |
| сообщила команда Хоман в Твиттере | |  | |  |

### Смешанные команды
Сара Уилкс играла на позиции третьего в команде Альберты скипа Мика Лизмо на Чемпионате Канады по кёрлингу среди смешанных команд 2016 года. Команда выиграла этот чемпионат. Они представляли Канаду на Чемпионате мира кёрлингу 2016 года, где проиграли в четвертьфинале и разделили итоговое 5 место.

### Список команд
| Сезон                                          | Четвёртый        | Третий           | Второй           | Первый          | Запасной                                                           | Турниры                                             |
| ---------------------------------------------- | ---------------- | ---------------- | ---------------- | --------------- | ------------------------------------------------------------------ | --------------------------------------------------- |
| 2009—10                                        | Clancy Grandy    | Сара Уилкс       | Jaclyn Rivington | Deborah Bentley |                                                                    |                                                     |
| 2010—11                                        | Clancy Grandy    | Сара Уилкс       | Лора Крокер      | Линн Кревьязак  |                                                                    | ЧКЮ 2011 (9 место)                                  |
| 2011—12                                        | Лора Крокер      | Сара Уилкс       | Jen Gates        | Clancy Grandy   |                                                                    |                                                     |
| 2012—13                                        | Лора Крокер      | Сара Уилкс       | Rebecca Stretch  | Jen Gates       |                                                                    |                                                     |
| 2013                                           | Лора Крокер      | Сара Уилкс       | Jennifer Gates   | Шерил Кревьязак | Бреанна Микин тренер: Doug Kreviazuk                               | ЗУ 2013 (6 место)                                   |
| 2013—14                                        | Лора Крокер      | Erin Carmody     | Rebecca Stretch  | Jen Gates       | Сара Уилкс                                                         |                                                     |
| 2013—14                                        | Кристи Мур       | Сара Уилкс       | Ashleigh Clark   | Kyla MacLachlan | Suzanne Marcoux                                                    |                                                     |
| 2014—15                                        | Кристи Мур       | Сара Уилкс       | Kristina Hadden  | Alison Thiessen |                                                                    |                                                     |
| 2015                                           | Валери Свитинг   | Лори Олсон-Джонс | Дана Фергюсон    | Рашель Браун    | Сара Уилкс тренер: Garry Coderre                                   | ЧК 2015                                             |
| 2015—16                                        | Шэннон Клейбринк | Lisa Eyamie      | Сара Уилкс       | Alison Thiessen |                                                                    |                                                     |
| 2016—17                                        | Шэннон Клейбринк | Lisa Eyamie      | Сара Уилкс       | Alison Thiessen | Хезер Недохин тренер: Richard Kleibrink                            | ЧК 2017 (6 место)                                   |
| 2017—18                                        | Валери Свитинг   | Лори Олсон-Джонс | Дана Фергюсон    | Рашель Браун    | Сара Уилкс тренер: Jeffrey Hoffart                                 | КООК 2017 (4 место)                                 |
| 2017—18                                        | Шэннон Клейбринк | Сара Уилкс       | Кэйлин Парк      | Alison Thiessen |                                                                    |                                                     |
| 2018—19                                        | Челси Кэри       | Сара Уилкс       | Дана Фергюсон    | Рашель Браун    | Джилл Оффисер (ЧМ) тренер: Дэн Кери                                | КК 2018 (6-е место) · ЧК 2019 · ЧМ 2019 (8-е место) |
| 2019—20                                        | Челси Кэри       | Сара Уилкс       | Дана Фергюсон    | Рашель Браун    | тренер: Дэн Кери (ЧК)                                              | КК 2019 · ЧК 2020 (7 место)                         |
| 2020—21                                        | Рейчел Хоман     | Эмма Мискью      | Сара Уилкс       | Джоанн Кортни   | Даниэль Инглис тренер: Рэнди Фёрби                                 | ЧК 2021                                             |
| 2021—22                                        | Рэйчел Хоман     | Эмма Мискью      | Сара Уилкс       | Джоанн Кортни   | тренер: Марсель Рок                                                | КООК 2021 (9 место)                                 |
| 2021—22                                        | Эмма Мискью      | Сара Уилкс       | Эллисон Флэкси   | Джоанн Кортни   | Линн Кревьязак тренер: Марсель Рок                                 | ЧК 2022 (13 место)                                  |
| 2022—23                                        | Рейчел Хоман     | Трэйси Флёри     | Эмма Мискью      | Сара Уилкс      | Kira Brunton тренер: Райан Фрай                                    | ЧК 2023 (5 место)                                   |
| 2023—24                                        | Рейчел Хоман     | Трэйси Флёри     | Эмма Мискью      | Сара Уилкс      | Рашель Браун тренер: Дон Бартлетт                                  | ЧК 2024 · ЧМ 2024                                   |
| 2024—25                                        | Рейчел Хоман     | Трэйси Флёри     | Эмма Мискью      | Сара Уилкс      | Рашель Браун тренеры: Виктор Челль (ПКЧ, ЧМ), Дженнифер Джонс (ЧК) | ПКЧ 2024 · ЧК 2025 · ЧМ 2025                        |
| Кёрлинг среди смешанных команд (mixed curling) |                  |                  |                  |                 |                                                                    |                                                     |
| 2016                                           | Мик Лизмо        | Сара Уилкс       | Брэд Тиссен      | Alison Kotylak  | тренер: Мелисса Солиго                                             | ЧКСК 2016 · ЧМСК 2016 (5 место)                     |

(скипы выделены полужирным шрифтом)

## Частная жизнь
Родной город Сары — Скарборо, Онтарио.
Окончила Университет Уилфрида Лорье. В университете также занималась софтболом. Работает в Альбертском университете студенческим помощником.
Начала заниматься кёрлингом в возрасте 6 лет.
Замужем за Миком Лизмо, в одной команде с которым она выиграла чемпионат Канады среди смешанных команд 2016.